# 十一月二十七日區
11°11′31″S 76°46′49″W / 11.19194°S 76.78028°W
十一月二十七日區（西班牙語：Distrito de Veintisiete de Noviembre），是秘魯的一個區，位於該國中南部利馬大區的瓦拉爾省，始建於1957年1月18日，面積204.3平方公里，海拔高度2,611米，2007年人口2,671，人口密度每平方公里13人。